# Валидатор формата
Валидатор формата (часто просто валидатор, от англ. validator) — компьютерная программа, которая проверяет соответствие какого-либо документа, потока данных, или фрагмента кода определённому формату, проверяет синтаксическую корректность документа или файла — то есть, производит валидацию.
Термин широко используется для обозначения программ, проверяющих корректность HTML-, XHTML-, XML-документов, RSS-лент, однако может быть использован применительно к любому формату или языку. Существуют совмещенные валидаторы, которые проверяют веб-страницы по нескольким стандартам одновременно, например, совмещенный валидатор W3C Unicorn.